# Gama rugipennis
Gama rugipennis är en skalbaggsart som beskrevs av Moser 1918. Gama rugipennis ingår i släktet Gama och familjen Melolonthidae. Inga underarter finns listade i Catalogue of Life.